# Oedeuops ephemerus
Oedeuops ephemerus is een keversoort uit de familie bladrolkevers (Attelabidae). De wetenschappelijke naam van de soort werd in 1989 gepubliceerd door Zhang.